# Conservador-restaurador
Conservador-restaurador é uma profissão que tem por objetivo, manter e proteger a integridade física dos bens culturais, sendo estes, todo patrimônio material de valor histórico, artístico ou documental.
Um bem cultural é entendido como aquele bem que deve ser protegido, em virtude de seu valor e de sua representatividade para uma sociedade. Esse bem pode ser elevado a uma determinada categoria de proteção legal, de acordo com uma determinada atribuição de valor, que passa então a fazer parte da lista dos bens culturais protegidos, tanto em escala nacional, quanto em escala mundial, em diferentes categorias. A proteção legal cabe aos determinados países onde os bens culturais estão inseridos, sendo regulamentados vizando protegê-los para a atual geração e para as gerações futuras.

## Responsabilidades
É de responsabilidade do profissional de conservação-restauração utilizar de um conjunto de técnicas específicas para conservar o bem cultural sob a forma física em que se encontra, ou, recuperar os elementos que o tornem compreensível e utilizável, caso tenha deixado de sê-lo. Para tal, este profissional realiza diagnóstico, tratamentos de  conservação e restauração dos bens culturais, e a respectiva documentação de todos os procedimentos, além do estabelecimento de atividades referentes à conservação preventiva que são um conjunto de ações não interventivas que visam prevenir e/ou retardar os danos sofridos, minimizando o processo de degradação dos bens culturais.

## Competências e Habilidades
O conservador-restaurador deve ter competências e habilidades relacionadas aos seguintes aspectos:
- Identificar, analisar e solucionar problemas de conservação e de restauração de bens culturais móveis e integrados, respeitando e discutindo as peculiaridades de cada situação.[4]
- Ser capaz de aplicar uma metodologia criteriosa e rigorosa para a tomada de decisão e execução de procedimentos de conservação e restauração, baseando-se na necessária integração de conhecimentos teóricos, científicos e éticos.[4]
- Ter capacidade crítica para interpretar resultados de análises científicas e laboratoriais, que possam auxiliar na tomada de decisão adequada para cada tratamento e situação.[4]
- Ter discernimento e sensibilidade em relação aos sentidos e valores atribuídos pelos agentes sociais aos bens culturais.[4]
- Possuir destreza manual e domínio de técnicas para fazer intervenções minuciosas em bens culturais de valores inestimáveis.[4]
- Trabalhar de forma cooperativa em equipes multidisciplinares, mantendo o necessário diálogo e troca de conhecimentos com as demais áreas que atuam em benefício da preservação dos bens culturais.[4]
- Manter-se atualizado sobre as inovações das pesquisas sobre materiais, técnicas e procedimentos em conservação e restauração.[4]

## Atuação
No Brasil, existem cursos de graduação em instituições de nível superior que formam os profissionais habilitados a atuar em atividades de conservação e restauração de bens culturais móveis e integrados.
O Projeto de Lei 1183/2019 em tramitação na Câmara dos Deputados dispõe sobre a regulamentação do exercício das profissões de Conservador-restaurador de bens culturais móveis integrados e de Técnico em conservação-restauração de bens culturais móveis e integrados.
Tanto o bacharel ou conservador-restaurador de bens culturais móveis e integrados quanto o técnico em conservação restauração de bens culturais móveis e integrados podem atuar em locais como:
- Instituições públicas e privadas de salvaguarda de acervos, como museus, bibliotecas, arquivos, centros de documentação, dentre outros;
- Centros culturais, galerias de arte;
- Empresas  de conservação e restauração.

Os profissionais graduados ou técnicos em conservação-restauração também podem atuar como autônomos ou abrir empresa que prestam serviços, realizando as atividades de conservação, restauração e conservação preventiva de bens culturais móveis e integrados.

## Formação
No Brasil, durante muito tempo a formação do conservador-restaurador se dava em alguns poucos cursos de especialização ou cursos técnicos. Muitos profissionais buscavam formação em instituições em outros países.
O Curso de Especialização em Conservação e Restauração de Bens Culturais Móveis da Escola de Belas Artes da Universidade Federal de Minas Gerais foi criado em 1978. O CECOR, criado em 1980 para dar apoio a este curso, consistiu no principal centro de formação de especialistas em Conservação durante 30 anos. A partir da experiência e tradição do CECOR, em 2008, a UFMG implantou o seu Curso de Bacharelado em Conservação e Restauração de Bens Culturais Móveis.
O Curso de Especialização em Conservação de Bens Culturais Móveis da Universidade Federal do Rio de Janeiro formou especialistas em conservação e restauração entre os anos de 1989 até 1996.
A nível técnico, a Fundação de Arte de Ouro Preto (FAOP) oferta  o Curso Técnico em Conservação e Restauro desde 1981.
Em 2006 foi  implantado foi o Curso Superior de Tecnologia em Conservação e Restauro, no Campus Ouro Preto do Instituto Federal de Minas Gerais (IFMG).
A partir de  2007, com apoio do Programa de Apoio a Planos de Reestruturação e Expansão das Universidades Federais (REUNI), foram implantados os seguintes cursos de graduação em universidades federais:
- Curso de Conservação e Restauração de Bens Culturais Móveis da Universidade Federal de Minas Gerais - UFMG (2008);[8]
- Curso de Conservação e Restauração de Bens Culturais Móveis da Universidade Federal de Pelotas - UFPel (2008);[9]
- Curso de Conservação e Restauração da Universidade Federal do Rio de Janeiro - UFRJ (2010).[10]

Posteriormente foi criado o curso de Conservação e Restauro da Universidade Federal do Pará - UFPA (2019).